# Церковь Святого Пантелеимона (Рим)
Церковь Сан-Панталео (итал. La chiesa di San Pantaleo) — католическая церковь в Риме, расположена в центре города, в районе Парионе, рядом с Пьяцца Навона. Выходит на одноимённую площадь со стороны Корсо Витторио Эмануэле II.

## История
Церковь указана среди других в булле папы Урбана III от 1186 года под названием (итал. Sancti Pantaleonis de Pretecarolis). Значение названия неясно: для некоторых это наименование происходит от семьи по имени Претас, происходящей из деревушки Прета-ди-Аматрис, где находится «Фонте Панталеа», к которому принадлежал мессер Карло, который был там похоронен. Итальянский историк и археолог Мариано Армеллини считал, что оно происходит от имени священника Карло, который по какой-то неизвестной причине связал своё имя с самой церковью; согласно иной версии, название происходит от того, что «неподалеку находился один из камней, на котором располагался рынок продуктов и, в частности, рыбы, и Каролус, должно быть, был купцом, заключившим контракт».
Церковь определённо существовала уже в XII веке, освящённая папой Гонорием III в 1216 году и посвящённая святому Пантелеимону из Никомедии, целителю, покровителю медиков, мученику времени Диоклетиана, казнённому в 305 году. Церковь несколько раз реставрировали. В 1621 году церковь и прилегающий монастырь были переданы Святому Джузеппе Каласанцио, который сделал её общей курией основанного им ордена. Церковь была перестроена между 1681 и 1689 годами по проекту Джованни Антонио Де Росси, а фасад в явном неоклассическом стиле в 1806 году оформил Джузеппе Валадье. Характерно большое трёхчастное «термальное окно» фасада. Высокий фриз работы Пьетро Аурели разделяет фасад по горизонтали.

## Интерьер церкви
Внутри церковь имеет один неф, перекрытый цилиндрическим сводом, по две капеллы с каждой стороны и глубокую апсиду. Свод церкви расписан Филиппо Герарди композицией «Триумф имени Марии». Во второй капелле справа — «Смерть святого Иосифа», приписываемая Себастьяно Риччи (1690). Под главным алтарём в драгоценной порфировой урне хранится тело святого Джузеппе Каласанцио.

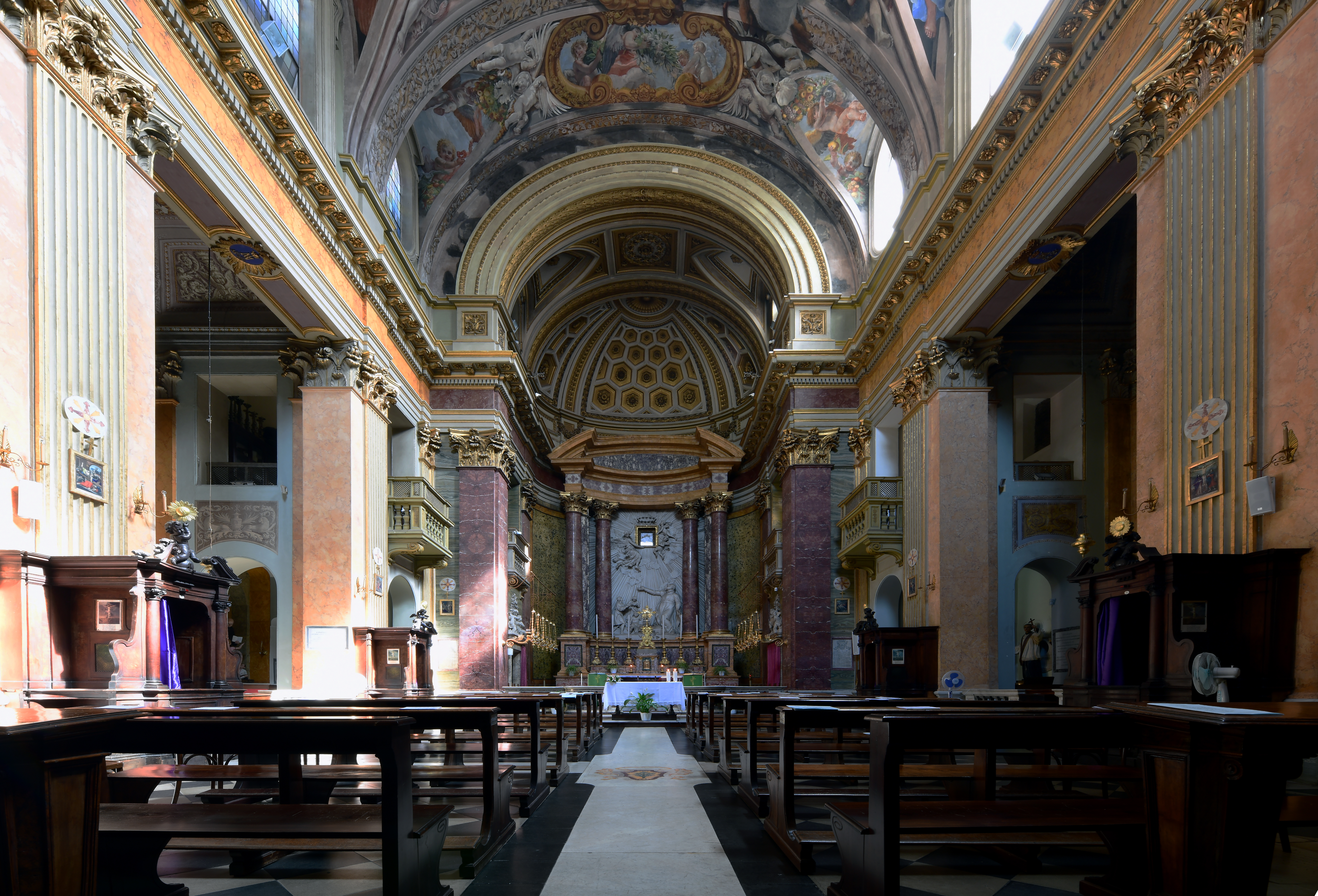
Интерьер
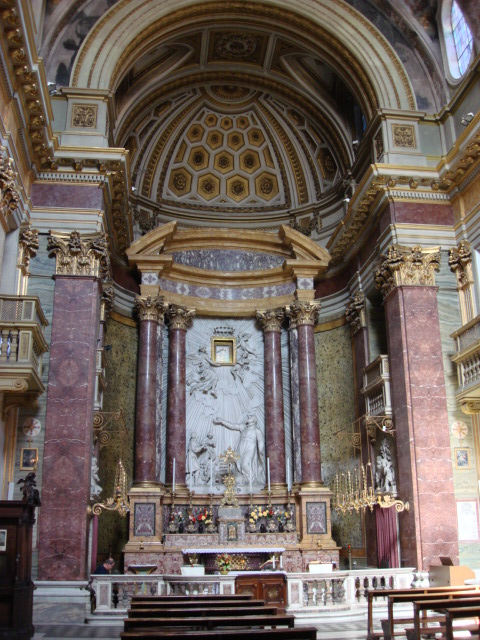
Главный алтарь
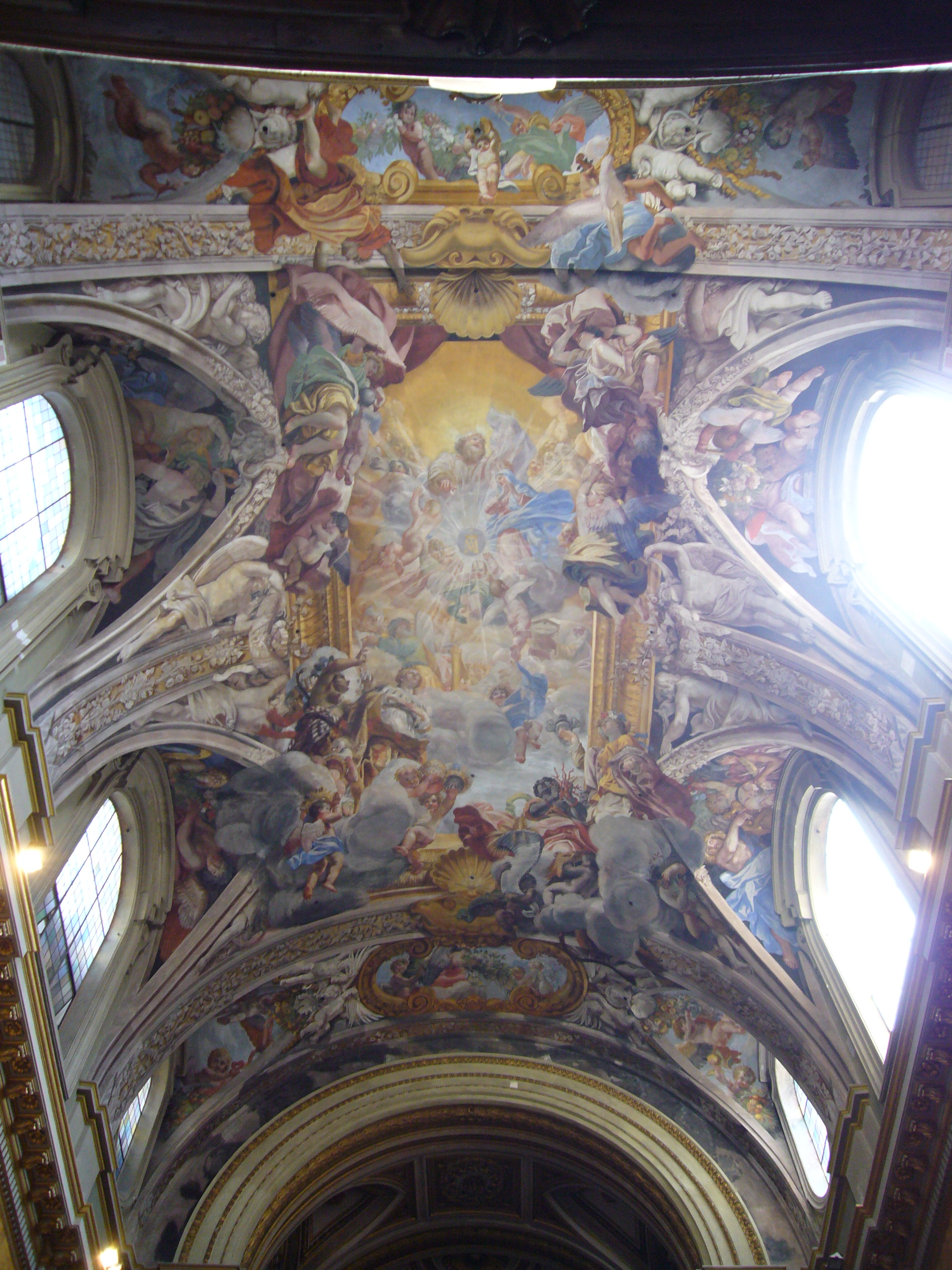
Ф. Герарди. Триумф имени Марии. Фреска свода нефа
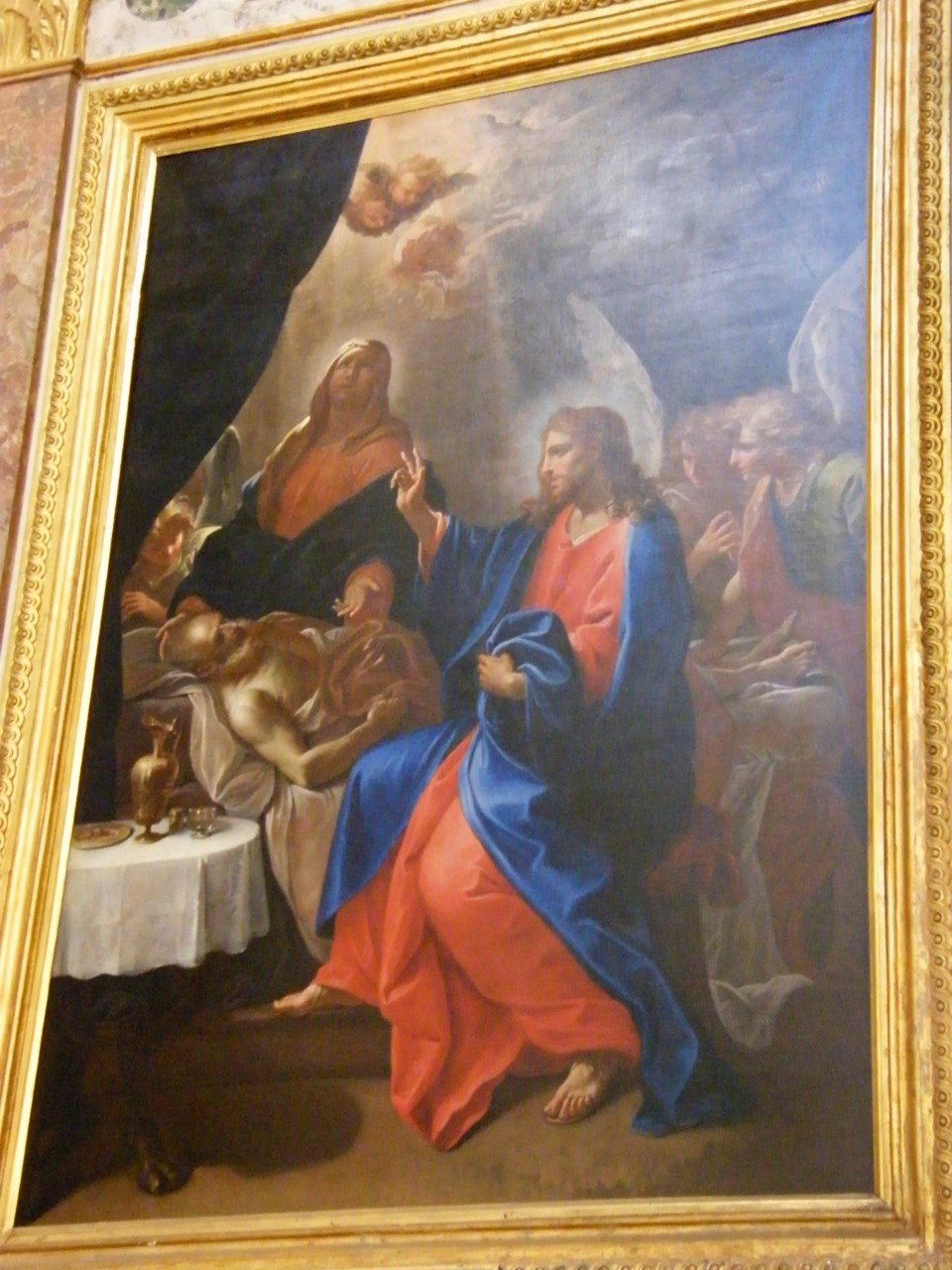
С. Риччи. Смерть Святого Иосифа. 1690
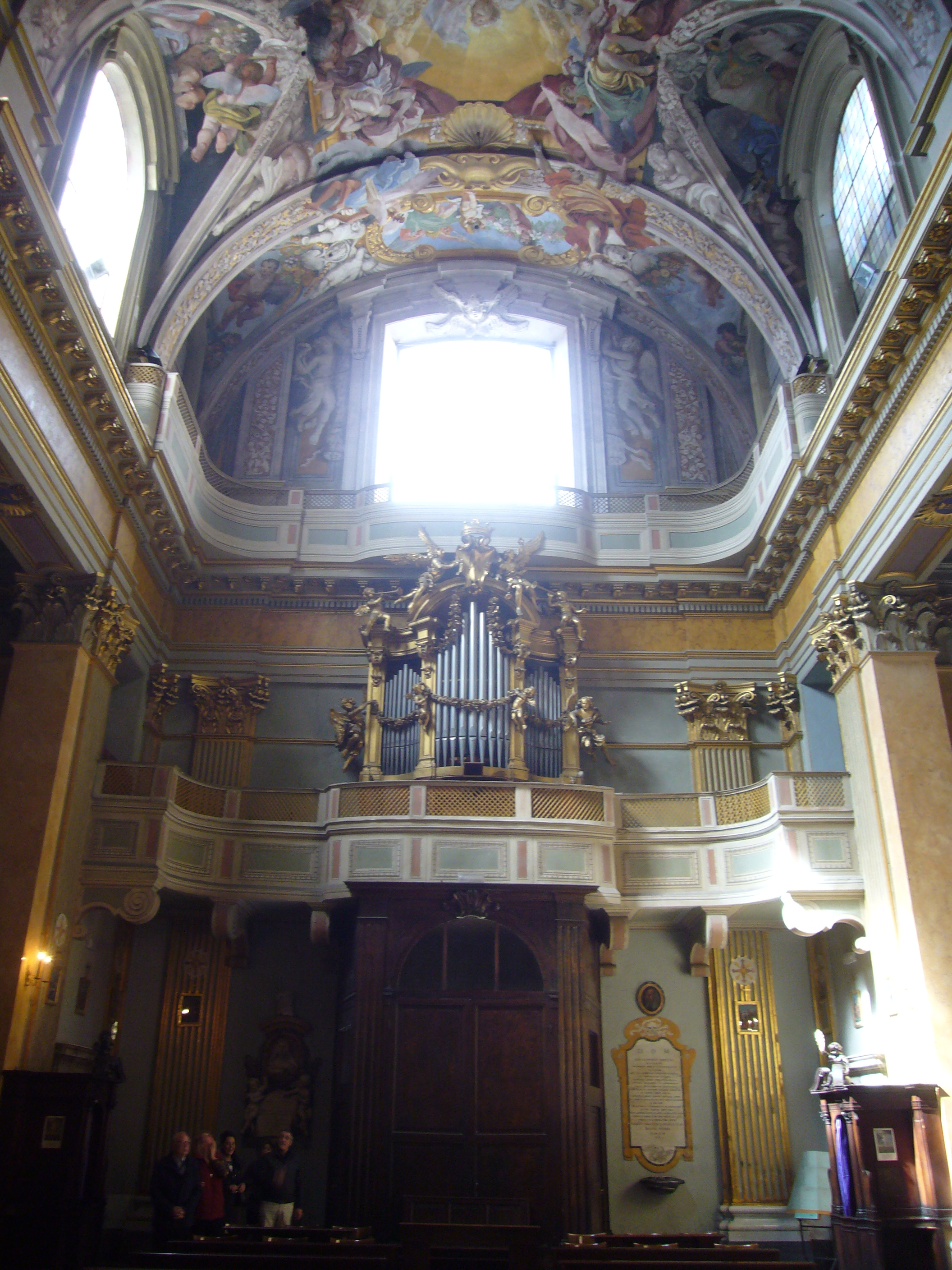
Контрфасад
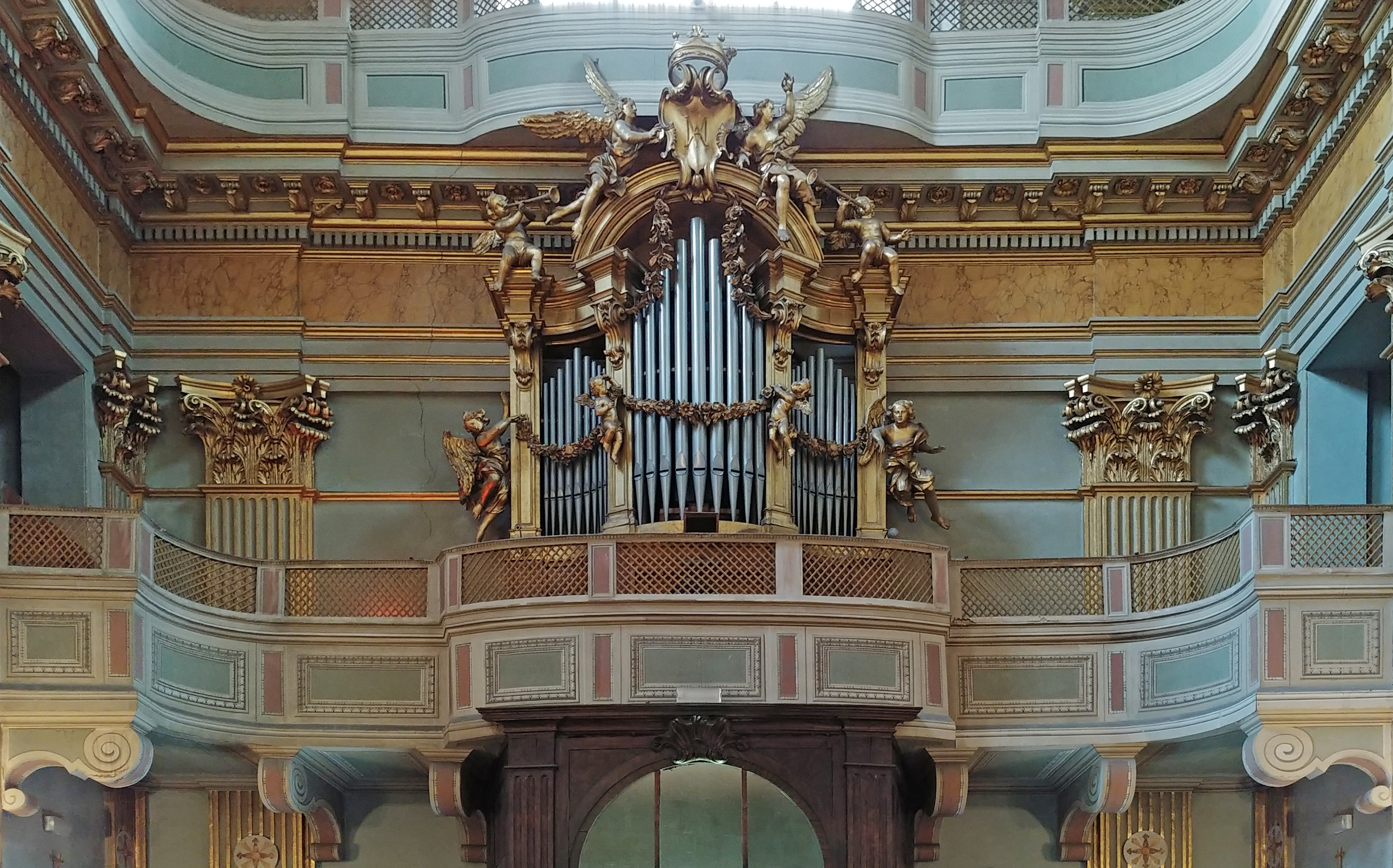
Орган. Контрфасад церкви